# Swarthmore College

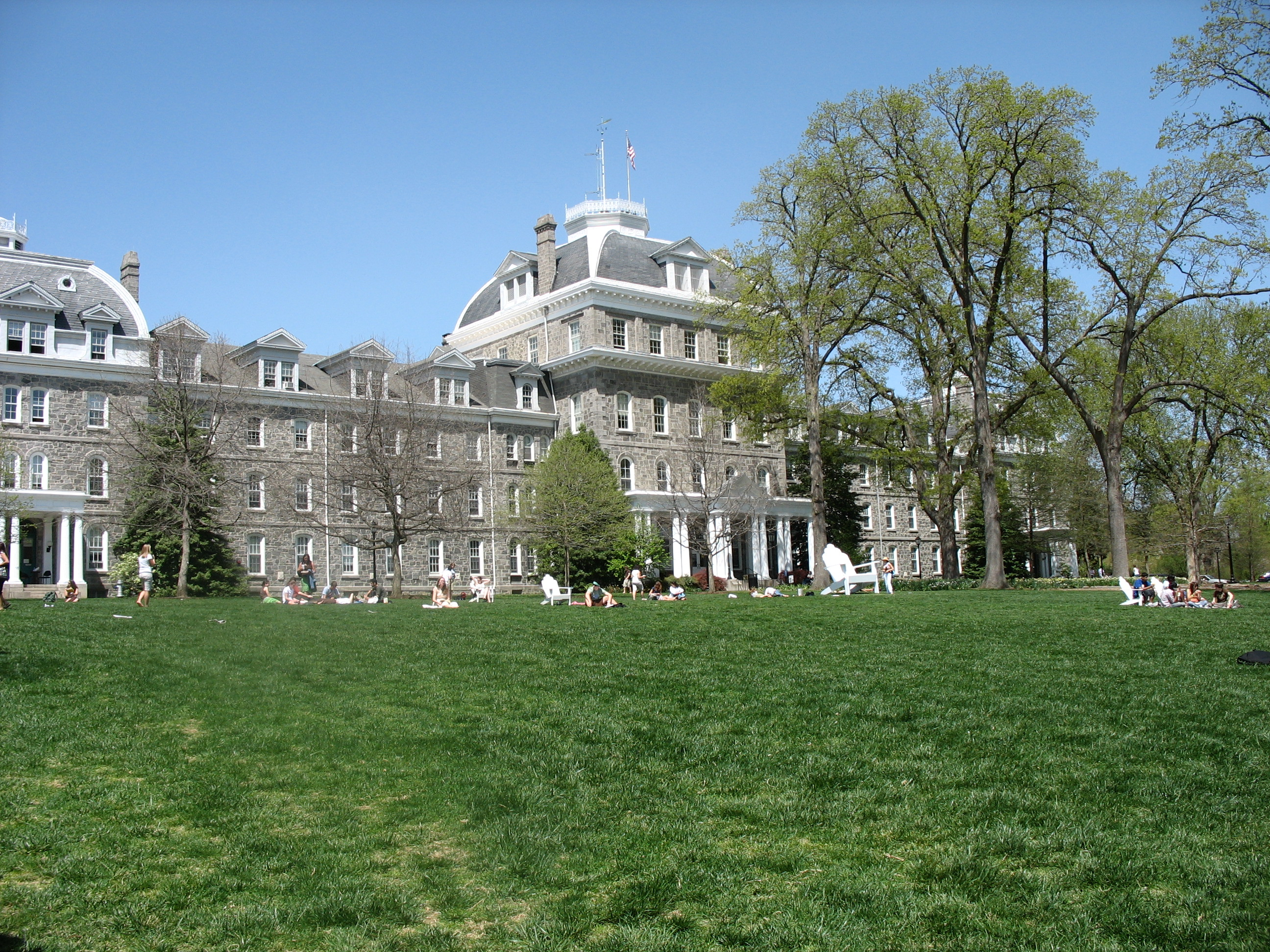
Parrish Hall

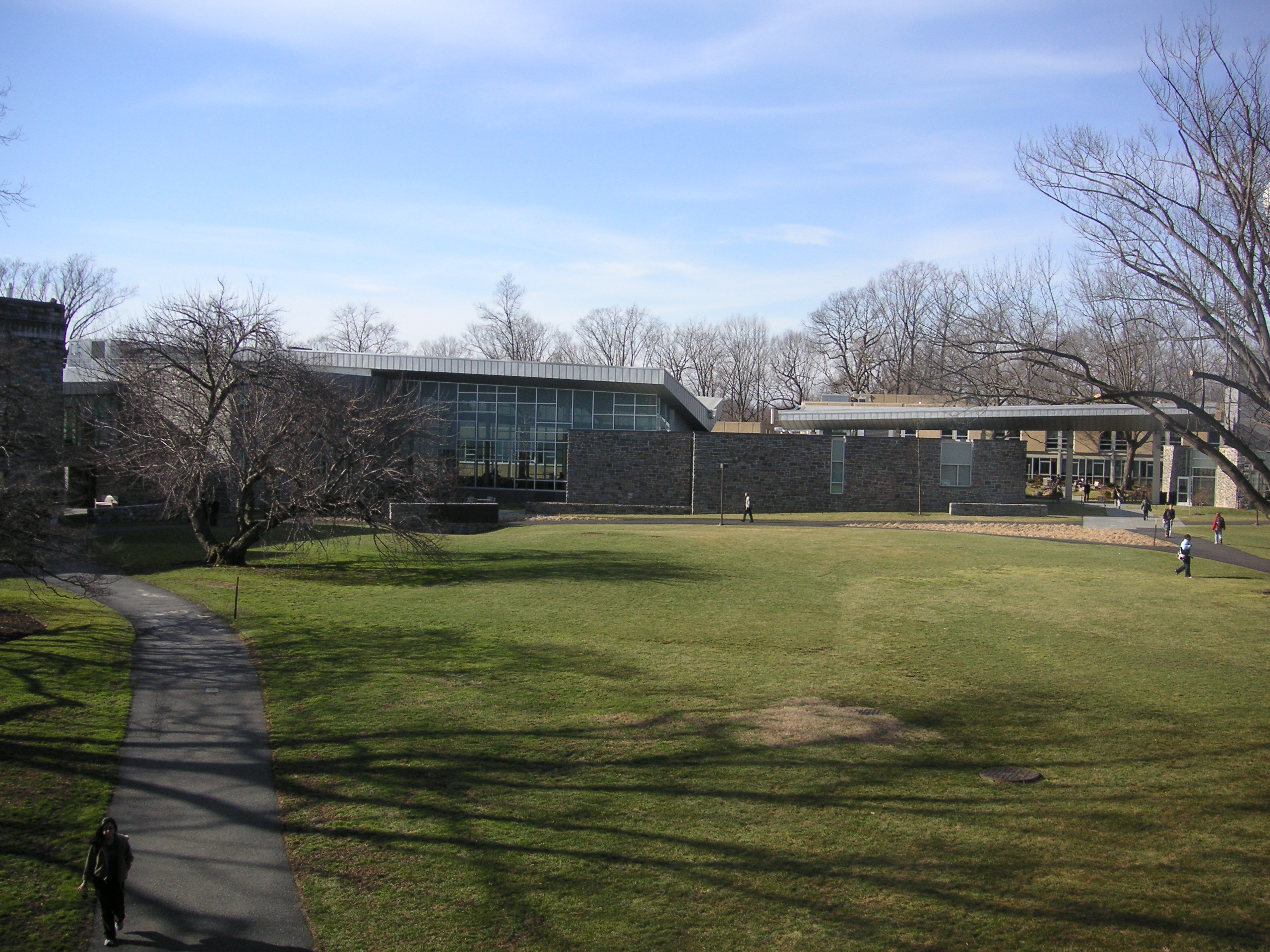
Swarthmore Science Center

Das Swarthmore College ist ein privates Liberal-Arts-College in Swarthmore im US-Bundesstaat Pennsylvania. Die 1869 eröffnete, von Quäkern gegründete Einrichtung liegt etwa 15 Kilometer südwestlich von Philadelphia.

## Eckdaten
Als Liberal-Arts-College bietet Swarthmore Bachelor-Studiengänge in Geistes- und Sozialwissenschaften, Biologie, Physik, Ingenieurwissenschaften und anderen Bereichen an. Mit dem Bryn Mawr College und der University of Pennsylvania besteht ein Konsortium für gemeinsame Studienprogramme.
2025 waren an der Hochschule 1730 Studenten eingeschrieben, von denen 95 % auf dem Campus wohnten. 13 % der Studenten kamen aus dem Ausland. Die Zahl der Lehrenden betrug 173. Das jährliche Betriebsbudget von 221 Millionen US-Dollar wird zu 55 % aus Einkünften aus dem Hochschulvermögen von rund 2,7 Mrd. Dollar bestritten und zu 37 % aus Studiengebühren (Stand 2025). Im Studienjahr 2024/2025 betrug die jährliche Studiengebühr (einschließlich Unterkunft und Verpflegung) 85.802 Dollar. 52 % der Studenten erhielten im Studienjahr 2023/2024 eine gewisse Ermäßigung aufgrund von Bedürftigkeit.

## Geschichte

### Gründung
Swarthmore College wurde auf Betreiben von Mitgliedern der Hicksite Friends, eines liberalen Zweiges der Quäker, gegründet. Die drei wesentlichen Prinzipien, die in der geplanten Hochschule verwirklicht werden sollten, waren zum einen die Koedukation von Mädchen und Jungen, zweitens eine Fokussierung auf die Naturwissenschaften und drittens eine „behütete“ Ausbildung für junge Quäker unter Leitung ihrer Glaubensbrüder.
Zu den wichtigsten Fürsprechern der Hochschulgründung gehörten Benjamin Hallowell (1799–1868), seit 1859 Präsident der späteren University of Maryland, die Abolitions-Aktivistin, Frauenrechtlerin und Schriftstellerin Martha Ellicott Tyson (1795–1873) und der Geschäftsmann Samuel Willets (1795–1883), ebenfalls Unterstützer des Abolitionismus und Frauenrechtler.
Eine erste Versammlung zum Start des Projektes fand 1860 im Anwesen von Martha Ellicott Tyson statt. 1861 gab ein gemeinsamer Ausschuss von Quäkern aus New York, Philadelphia und Baltimore die Absicht bekannt, ein „Internat für Kinder von Quäkern und zur Lehrerausbildung“ zu gründen. Zu diesem Zweck brachte das Komitee 150.000 US-Dollar für den Kauf von Farmland und das Errichten der Gebäude auf. 1862 wurde in Philadelphia der Stiftungsfonds „Friends Educational Association“ gegründet und festgelegt, dass diesem ebenso viele Frauen wie Männer angehören sollten.
Der Name Swarthmore wurde 1863 in Anlehnung an Swarthmoor Hall gewählt, ein Landhaus in Ulverston in der Grafschaft Cumbria in England und Zentrum der frühen Quäker-Bewegung.
Zur Finanzierung und Verwaltung der Hochschule wurde der ungewöhnliche Weg der Gründung einer Aktiengesellschaft gewählt. Die Hochschule gehörte fortan 6000 Aktionären, die das Projekt zum Preis von 25 Dollar pro Aktie finanzierten. Am 1. April 1864 erteilten der Senat und das Repräsentantenhaus von Pennsylvania Swarthmore College die Genehmigung, „eine Schule und ein College zum Zweck der Unterweisung von Personen beiderlei Geschlechts in den verschiedenen Bereichen von Wissenschaft, Literatur und Kunst einzurichten und zu betreiben.“
Gründungspräsident von Swarthmore College wurde 1865 Edward Parrish (1821–1872). Parrish, ein ausgebildeter Apotheker, reiste monatelang beritten umher, um Geld für die Schule aufzubringen. Parrish lag besonders daran, allen Bevölkerungsschichten Bildung zugänglich zu machen. So erklärte er, es gelte, „sich von der aristokratischen Idee einer ‚gebildeten Klasse‘ zu trennen“. Parrish lehrte auch an der Schule, und zwar Ethik, Chemie und Physik.
1866 wurde der Grundstein zum Hochschulgebäude (später dem Gründungspräsidenten zu Ehren Parrish Hall benannt) gelegt. Es war von dem Architekten Addison Hutton, einem Quäker, entworfen, über 100 m lang und verfügte über Bibliothek, geologisches Museum, Unterrichtsräume, ein Chemielabor, Speisesaal, Küche und Unterkünfte für die Studenten.
Am 10. November 1869 fand in Anwesenheit der an der Gründung wesentlich beteiligten Lucretia Mott die Eröffnungszeremonie statt. Der Verwaltungsrat hatte zunächst nur die Annahme von 75 Schülern und Studenten vorgesehen; aufgrund der unerwartet großen Zahl von Anmeldungen wurden aber 199 akzeptiert, darunter 25 als Collegestudenten, wovon wiederum 15 weiblich waren. Die Mehrzahl der Schüler waren Sekundarschüler – die Altersgrenze war 13 Jahre, und zur Anmeldung war weiterhin nur erforderlich, Kind eines Quäkers oder Aktionärs zu sein. Erst mehrere Jahre später überstieg die Zahl der Collegestudenten jene der Sekundarschüler. 1892 wurde die Sekundarschultätigkeit aufgegeben.
1870 wurde Hochschul-Gründungspräsident Parrish vom Verwaltungsrat wegen seiner als zu liberal und permissiv angesehenen Haltung gegenüber Schülern und Studenten zum Rücktritt gezwungen. Daraufhin beauftragte US-Präsident Ulysses S. Grant ihn als Unterhändler in einem Konflikt zwischen der US-Regierung und Indianern in den Great Plains. Auf dieser Mission erkrankte er im heutigen Oklahoma an Malaria und erlag der Krankheit in Fort Sill.
Am späten Abend des 25. September 1881 brach im Schulgebäude ein Feuer aus. Menschen kamen nicht zu Schaden, aber der Bau brannte bis auf die Grundmauern nieder. Zwei Wochen später wurde der Lehrbetrieb in gemieteten Räumen in der Nähe wieder aufgenommen. Der Wiederaufbau wurde sofort in Angriff genommen, und am ersten Jahrestag des Brandes stand das Gebäude wieder zur Verfügung.
1888 plante und errichtete die Vorsitzende der Mathematikabteilung, Susan Jane Cunningham, die erste Sternwarte am Swarthmore College. Cunningham war von der Gründung Swarthmores an dort tätig gewesen und seit 1871 Professorin. In dem noch heute (Stand 2020) nach ihr benannten Gebäude, das seit den 1960er Jahren nicht mehr als Observatorium dient, lebte sie bis zu ihrer Pensionierung 1906. Die als Cunningham Observatory bezeichnete Anlage war von ihrer Erbauerin mit einem 15-cm-Linsenteleskop ausgestattet worden und diente hauptsächlich der Lehre.
1911 wurde die konfessionelle Bindung an das Quäkertum aufgegeben.

### Erster Weltkrieg
Am 25. Oktober 1913 sprach US-Präsident Woodrow Wilson in Swarthmore zum Gründungstag der Hochschule. Im Ersten Weltkrieg setzte sich Swarthmores Präsident Joseph Swain gegen einen Eintritt der USA in den Krieg ein; unter anderem sprach er zu diesem Zweck auch auf einer Anhörung des US-Repräsentantenhauses. Nach Kriegseintritt hingegen befürwortete Swain schließlich die Einrichtung eines militärischen Ausbildungslagers auf dem Campus für Studenten der Hochschule, die von der Vertretung der männlichen Studenten gefordert worden war. Swain zog sich damit den Zorn zahlreicher Angehöriger der pazifistisch und antimilitaristisch dominierten Glaubensgemeinschaft der Quäker zu. Im Mai 1918 wurde das Lager als einziges seiner Art in einer von Quäkern gegründeten Hochschule eingerichtet.

### Zweiter Weltkrieg; Öffnung für Afroamerikaner
Im Jahr 1943 beschloss der Verwaltungsrat unter College-Präsident John Nason, dass fortan in Swarthmore auch schwarze Bewerber als Studenten angenommen werden könnten. Dies war bis dahin nicht gestattet gewesen, wenngleich seit dem Eintritt der USA in den Zweiten Weltkrieg bereits Afroamerikaner als Angehörige von Ausbildungsprogrammen der US-Marine in Swarthmore studierten. In den Jahrzehnten vor dem Krieg waren zwei eigentlich erfolgreiche Bewerber abgelehnt worden, nachdem sich herausgestellt hatte, dass es sich um Afroamerikaner gehandelt hatte. Der erste Fall stammte von Beginn des 20. Jahrhunderts; im zweiten Fall aus dem Jahr 1932 bemühte sich Swarthmore erfolgreich um eine Aufnahme des Kandidaten im Dartmouth College. Zahlreiche Studenten waren jedoch mit der Ablehnung nicht einverstanden. Nach der Amtseinführung Nasons als College-Präsident 1940 war dieser durch eine Petition aufgefordert worden, das College auch Afroamerikanern zu öffnen, und im April 1941 hatte die Studentenzeitung Phoenix geschrieben:

“We are guilty of the frequent and deliberate error of not fitting what we do into the pattern of what we pretend to believe, of isolating hard actuality from charming theory. Most of us [see] a meaningful relationship between the general ideal of racial equality in the United States and the situation here at Swarthmore...”

„Wir sind des weitverbreiteten und absichtlichen Fehlers schuldig, unsere Taten nicht dem Muster dessen anzupassen, was wir angeblich glauben; schuldig, harte Realität von zauberhafter Theorie zu trennen. Die meisten unter uns [sehen] eine relevante Beziehung zwischen dem generellen Ideal ethnischer Gleichberechtigung in den Vereinigten Staaten und der Situation hier in Swarthmore...“

### 21. Jahrhundert
Im Jahr 2010 wurde mit Rebecca Chopp zum ersten Mal eine Frau Präsidentin des Swarthmore College. Ihre Nachfolgerin Valerie Smith wurde 2015 die erste Afroamerikanerin in der Funktion.
Im Dezember 2016, nach der Wahl von Donald Trump zum Präsidenten der Vereinigten Staaten, erklärten Hochschulpräsidentin Smith und der Verwaltungsratsvorsitzende Tom Spock das College zum Sanctuary campus, auf dem die Hochschulleitung alles ihr Mögliche tun werde, Hochschulangehörige zu schützen, die aufgrund der Angehörigkeit zu einer Minderheit verfolgt werden. Dazu gehörten insbesondere auch Menschen ohne gültige Aufenthaltserlaubnis. Wie auch die Sanctuary Cities in den USA kündigte Swarthmore in diesem Zusammenhang an, unter anderem keine Informationen über Studenten mehr freiwillig den Einwanderungsbehörden zukommen zu lassen, diesen nicht ohne gesetzliche Verpflichtung Zugang zum Campus zu gewähren sowie die collegeeigenen Sicherheitsorgane keine Nachforschungen über den aufenthaltsrechtlichen Status von Hochschulangehörigen anstellen zu lassen.

## Präsidenten
- First President Edward Parrish 1865 Rücktritt
- 1871 Second President Edward Magill
- Third President William Hyde Appleton 1889 Übergangspräsident
- Fourth President Charles de Garmo 1891 – kein Quäker
- Fifth President William Birdsall 1898
- Sixth President Joseph Swain 1902
- Seventh President Frank Aydelotte 1921 – kein Quäker
- Eighth President John Nason 1940
- Ninth President Courtney Smith 1953
- 10th President Robert Cross 1969
- 11th President Theodore Friend 1973
- 12th President David Fraser 1982
- 13th President Alfred H. Bloom 1992
- 14th President Rebecca Chopp 2010

## Persönlichkeiten

### Professoren
siehe auch Kategorie:Hochschullehrer (Swarthmore)
- Susan Jane Cunningham (1842–1921) – Mathematikerin, erhielt 1888 die erste Ehrendoktorwürde der Wissenschaft am Swarthmore College
- Wolfgang Köhler (1887–1967) – Gestaltpsychologe
- Leslie John Comrie (1893–1950) – Astronom
- Peter van de Kamp (1901–1995) – Astronom
- Solomon Asch (1907–1996) – Gestaltpsychologe
- W. H. Auden (1907–1973) – Poet
- Martin Ostwald (1922–2010) – Altphilologe
- Kenneth J. Gergen (* 1934) – Sozialpsychologe
- Donna Jo Napoli (* 1948) – Sprachwissenschaftlerin
- Scott Gilbert – Biologe (emeritierter Howard A. Schneiderman Professor of Biology)
- Pieter M. Judson (* 1956) – Historiker

### Absolventen
- Alice Paul (1885–1977) – Frauenrechtlerin
- Archer Taylor (1890–1973) – Germanist, Volkskundler und Parömiologe
- Ralph Linton (1893–1953), Kulturanthropologe[21]
- Ulrich Neisser (1928–2012) – Psychologe
- John Joseph Hopfield (* 1931) –  Physiker, Molekularbiologe und Neurowissenschaftler (Nobelpreis für Physik 2024)
- Theodor Holm Nelson (* 1937) – Soziologe
- Noel Snyder (* 1938) – Ornithologe und Naturschützer
- Robin Ridington (* 1939) – Anthropologe
- Linda Grant DePauw (* 1940) – Neuzeithistorikerin, Hochschullehrerin und Sachbuchautorin
- David K. Lewis (1941–2001) – Philosoph
- Peter K. Unger (* 1942) – Philosoph
- David D. Clark (* 1944) – Internet-Pionier
- Josef Joffe (* 1944) – Publizist, Chefredakteur der Wochenzeitung Die Zeit
- John C. Mather (* 1946) – Astrophysiker, Nobelpreisträger für Physik 2006
- Christiana Figueres (* 1956) – Generalsekretärin der UN-Klimarahmenkonvention
- Antoinette Sayeh (* 1958) – liberianische Finanzministerin, Afrika-Direktorin des IMF
- Jonathan Franzen (* 1959) – Schriftsteller